# Juan Gabriel
Juan Gabriel, eredeti nevén Alberto Aguilera Valadez  (Parácuaro, Michoacán, Mexikó, 1950. január 7. – Santa Monica, Kalifornia, USA, 2016. augusztus 28.) mexikói énekes-dalszerző. A mexikói lakodalmas zene, a ranchera, a szintén sajátosan mexikói műfaj, a mariachi, a balladák és pop műfajában alkotott. Negyvenéves karrierje alatt 1500 dalt írt illetve zenésített meg. Lemezei 20 millió példányban keltek el.

## Dalai
A legismertebbek a több mint 800 dalából:
- Se me olvidó otra vez
- Querida
- Amor Eterno
- El Noa Noa
- De mí enamórate
- La Guirnalda
- Hasta que te conocí

## Külső hivatkozások
- Egy kontinens gyászolja a „mexikói Elvist” – Magyar Nemzet, 2016. szeptember 8.